# Federico Faggionato Márquez
Federico Faggionato Márquez (1965) es un abogado argentino que se desempeñó como juez federal de Campana, y que en 2009 fue removido de su cargo por decisión unánime de un jury, por mal desempeño. La acusación refería a una causa en la que debía custodiar una cosecha de soja perteneciente al Consejo del Menor y la Familia en un campo en la localidad de Otamendi, y por no inhibirse en causas en las que estaba acusado, como la expropiación de otro campo a nombre de dos hermanos detenidos a cargo de él.

Faggionato Márquez cobró notoriedad cuando, en medio de la campaña electoral para los comicios del 28 de junio de 2009, en el curso de una investigación sobre tráfico de efedrina, citó a declaración indagatoria al diputado Francisco de Narváez por una llamada realizada desde un celular registrado a nombre de una de sus empresas al imputado en la causa Mario Roberto Segovia. La citación fue vista por algunos analistas como una "decisión de carácter político" por ocurrir en medio de la campaña electoral del 28 de junio de 2009.

## Causas que investigaba
En 2007 un testigo en la causa de la efedrina acusó al senador radical Ernesto Sanz, de cobrar 200 mil euros de personas ligadas al tráfico de efedrina. Alberto Galbarini había denunciado que Sanz recibió 200 mil euros en coimas para llevar a juicio político al juez Faggionato Marquez, mientras el juez investigaba una causa relacionada con las conexiones del diputado Francisco De Narváez con un traficante de efedrina.
A partir de sus investigaciones contra el tráfico de efedrina recibió varias amenazas con características criminales, entre las que mencionó intimidaciones telefónicas contra su esposa, su hermana y la tentativa de secuestro de su hijo de 17 años. En una entrevista sostuvo: "hace cuatro años que vengo siendo perseguido y amenazado. Hay diferentes formas de amedrentar al juez o intentar amedrentarlo."

## Proceso de juicio político y destitución
Federico Faggionatto acusó a Roberto Segovia, diciendo que habría "cooptado voluntades" en el Consejo de la Magistratura para que lo suspendieran.
El Jury estaba integrado por los jueces de cámara Juan Giúdice Bravo y Jorge Villada, los diputados Rubén Lanceta (UCR) y Juan Manuel Irrazábal (FPV), los senadores Juan Carlos Marino (UCR) y Marina Riofrío (Frente para la Victoria) y el abogado Daniel Medah. Sanz y Cabral, que actuaron como fiscales del juicio, aclararon que la remoción no implica objetar la actuación del juez en la causa por "la ruta de la efedrina" donde estaba investigado Ernesto Sanz.
La Comisión de Acusación y Disciplina había desestimado el dictamen del senador de la Unión Cívica Radical por la Provincia de Mendoza, Ernesto Sanz, de enviarlo a juicio político. En idéntico sentido se pronunció el presidente del Consejo de la Magistratura y representante de la Justicia, Luis María Bunge Campos, que  votó en contra y por la desestimación de la denuncia, que había votado una semana antes  la Comisión de Acusación y Disciplina. Tras la insistencia de Ernesto Sanz, para lograr la  separación de Faggionato, esta fue avalada por los consejeros Mariano Candioti, Pablo Mosca, Luis María Cabral, Miguel Gálvez, Santiago Montaña, y los legisladores de la Unión Cívica Radical Oscar Aguad y Ernesto Sanz.
Lo removió por mal desempeño en una causa en la que debía custodiar una cosecha de soja perteneciente al Consejo del Menor del Menor y la Familia en un campo en la ciudad de Otamendi; por no inhibirse en causas en las que estaba acusado como la expropiación de otro campo a nombre de dos hermanos detenidos a cargo de él.
El jury por unanimidad destituyó a Faggionato Márquez de su cargo, determinando que "se comportó con parcialidad en causas a su cargo y en connivencia con oficiales de la Policía Bonaerense para su provecho personal, y que protagonizó "manejos autoritarios" en varios expedientes". El problema de Faggionato Márquez es haber sido el juez del caso de la efedrina, dijo su abogado, quien vinculó la destitución al hecho de que su defendido haya investigado el tráfico de precursores químicos  y sus vínculos con la política y el narcotráfico.